# Turpilia opaca
Turpilia opaca är en insektsart som beskrevs av Brunner von Wattenwyl 1878. Turpilia opaca ingår i släktet Turpilia och familjen vårtbitare. Inga underarter finns listade i Catalogue of Life.